# Deutsch-Test für Zuwanderer
Der Deutsch-Test für Zuwanderer (DTZ) ist ein Sprachtest, der eigens für die Gruppe der nach Deutschland Zugewanderten entwickelt wurde. Er dient als Abschluss des sprachlichen Teils der Integrationskurse, womit eine der Voraussetzungen für die Erteilung einer Niederlassungserlaubnis in Deutschland nachgewiesen werden kann.
Da sich die sprachlichen Handlungsfelder von Zuwanderern deutlich von denen von Touristen oder Geschäftsreisenden unterscheiden, wurde mit dem Deutsch-Test für Zuwanderer eine Prüfung entwickelt, die den sprachlichen Bedürfnissen von Migranten entspricht. Die Besonderheit von Zweitsprachentests, im Gegensatz zu Fremdsprachentests, liegt darin, dass sie Sprachkompetenzen von Lernenden überprüfen, die im Land der Zielsprache leben, und dass sich die Prüfungsinhalte auf diesen Kontext beziehen.

## Gesetzlicher Rahmen
Am 1. Januar 2005 trat in der Bundesrepublik das neue Zuwanderungsgesetz der Bundesregierung in Kraft. Das Gesetz steuert und begrenzt die Zuwanderung und regelt den Aufenthalt sowie die Integration von Bürgern der Europäischen Union und Drittstaatsangehörigen. Artikel 1 dieses Gesetzes wird als Aufenthaltsgesetz bezeichnet und ersetzte das ehemalige Ausländergesetz.
Die Bundesrepublik verlangt von Nicht-EU-Bürgern, die ein unbefristetes Aufenthaltsrecht in Deutschland erlangen möchten, einen Nachweis von Deutschkenntnissen:
„Einem Ausländer ist die Niederlassungserlaubnis zu erteilen, (…) wenn er über ausreichende Kenntnisse der deutschen Sprache verfügt.“ (§ 9 Abs. 2 Nr. 7 AufenthG)
In § 43 des Aufenthaltsgesetzes wird die Integration von Migranten in Deutschland im Allgemeinen sowie die sprachliche Integration im Besonderen geregelt.
Seit 2005 wird das Erlernen der deutschen Sprache über die verpflichtende Teilnahme an Integrationskursen geregelt. So heißt es zum Beispiel: „Eingliederungsbemühungen von Ausländern werden durch ein Grundangebot zur Integration (Integrationskurs) unterstützt. […] Ausländer sollen dadurch mit den Lebensverhältnissen im Bundesgebiet so weit vertraut werden, dass sie ohne die Hilfe oder Vermittlung Dritter in allen Angelegenheiten des täglichen Lebens selbständig handeln können.“ (§ 43 Abs. 2 AufenthG)

## Inhalt
Für die Zielgruppe der Zuwanderer steht im Mittelpunkt des Deutschlernens die Handlungsorientierung, also das Lernen, im sprachlichen Alltag zurechtzukommen.
Bei einer im Jahr 2007 von der Ludwig-Maximilians-Universität München durchgeführten Analyse des Sprachbedarfs von Teilnehmenden an Integrationskursen kristallisierten sich zwölf Handlungsfelder als besonders relevant für Menschen mit Migrationshintergrund in Deutschland heraus, die daher in das Rahmencurriculum für Integrationskurse aufgenommen wurden und die auch als Vorlage für die Erstellung der Prüfungsaufgaben dienen. Diese Themengebiete sind:
Ämter und Behörden, Arbeit und Arbeitssuche, Aus- und Weiterbildung, Banken und Versicherungen, Betreuung und Ausbildung der Kinder, Einkaufen, Gesundheit, Mediennutzung, Mobilität, Unterricht, Wohnen.
Des Weiteren wurden als ebenfalls relevante Prüfungsziele sog. „handlungsfeldübergreifende Kommunikationsbereiche“ definiert:
Umgang mit der Migrationssituation, Realisierung von Gefühlen, Haltungen und Meinungen, Umgang mit Dissens und Konflikten, Gestaltung sozialer Kontakte, sowie Umgang mit dem eigenen Sprachenlernen.
Integrationskurse bestehen meist aus einem 100 Stunden umfassenden Orientierungskurs, in dem die Teilnehmer einen Überblick über die deutsche Geschichte, Politik, Kultur und Traditionen, sowie über Rechte und Pflichten erlangen und einem Sprachkurs, der im Regelfall 600 Stunden in Anspruch nimmt. In bestimmten Fällen kann dieser Kurs verkürzt werden (wenn schon Sprachkenntnisse vorhanden sind) oder, z. B. zur Förderung der Alphabetisierung von Migranten, um 300 Stunden verlängert werden. Der Sprachkurs wird mit dem Deutsch-Test für Zuwanderer abgeschlossen.

## Zielgruppe und Sprachzertifikate

### Zielgruppe des Deutsch-Tests für Zuwanderer (DTZ)
Der DTZ testet Deutschkenntnisse auf den Niveaus A2 und B1 des Gemeinsamen Europäischen Referenzrahmens (GER). Der DTZ wurde eigens für die Zielgruppe der Zuwanderer entwickelt und dient als abschließende Sprachprüfung in Integrationskursen. Der Lernprozess im Integrationskurs ist auf kulturelle und pädagogische Lernziele sowie auf den Spracherwerb samt Erlangung des Sprachzertifikats B1 hin ausgerichtet (§ 3 Abs. 2 und § 17 IntV).
Der DTZ richtet sich an Migranten ab 16 Jahren, die mit der lateinischen Schrift vertraut sind (vgl. Perlmann-Balme et al., 2009, S. 21).
Für jugendliche Zuwanderer wurde ein spezieller Test entwickelt, der im Jugendintegrationskurs zum Einsatz kommt.

### Exkurs: Sprachzertifikate allgemein
Eine Voraussetzung, um in Deutschland arbeiten, studieren und/oder dauerhaft leben zu dürfen, sind fast immer ausreichende Kenntnisse der deutschen Sprache.
Ein Nachweis von Deutsch-Kenntnissen erfolgt allgemein mittels eines anerkannten Sprachzertifikats der Niveaustufen A1, A2, B1, B2, C1 und C2 gemäß dem Gemeinsamen Europäischen Referenzrahmen. Die Buchstaben A, B, C stehen für elementare (A), selbständige (B) und kompetente (C) Sprachverwendung. Die sechs Kompetenzniveaus werden – annäherungsweise – auch folgendermaßen beschrieben:
- Deutsch A1 – Anfänger,
- Deutsch A2 – Grundlegende Kenntnisse,
- Deutsch B1 – Fortgeschrittene Sprachverwendung,
- Deutsch B2 – Selbständige Sprachverwendung,
- Deutsch C1 – Fachkundige Sprachkenntnisse,
- Deutsch C2 – Annähernd muttersprachliche Kenntnisse.

Verlangt wird in behördlichen Angelegenheiten üblicherweise (Stand: 2023):
- Deutsch B1 für eine Niederlassungserlaubnis nach 5 Jahren (Grundsatz),
- Deutsch A2 für eine Niederlassungserlaubnis „mit Flüchtlingseigenschaft“ nach 5 Jahren,
- Deutsch C1 für eine Niederlassungserlaubnis „mit Flüchtlingseigenschaft“ nach 3 Jahren,
- Deutsch A1 für Ehegatten.

Der Deutsch-Sprachtest für Zuwanderer (DTZ) bezieht sich ausschließlich auf die Niveaustufen A2 und B1. Für Studienanfänger relevant ist der Test Deutsch als Fremdsprache.

## Testaufbau
Der DTZ gliedert sich in einen schriftlichen Teil (Hören, Lesen, Schreiben) und einen mündlichen Teil (Sprechen). Der schriftliche Teil umfasst die Subtests Hörverstehen und Leseverstehen sowie Schreiben, der mündliche Teil besteht aus fünf Teilaufgaben und erfolgt als Prüfungsgespräch.

### Hören
Der Subtest Hören umfasst vier Aufgaben im geschlossenen Format, in denen innerhalb von 25 Minuten insgesamt 20 Items überprüft werden.
Ziel des Tests ist die Überprüfung, inwieweit Testteilnehmer in der Lage sind, unterschiedlichen, alltagsrelevanten Hörtexten selektiv Informationen zu entnehmen. Für die Aufgaben sind folgende Textsorten vorgegeben:
- Aufgabe 1: Lautsprecherdurchsage oder Telefonansage
- Aufgabe 2: Kurzinformationen aus dem Radio, z. B. Wetterbericht
- Aufgabe 3: Vier Gespräche, zu denen je zwei Aufgaben gelöst werden müssen
- Aufgabe 4: Meinungsäußerungen zu einem Thema

### Lesen
Der Subtest Lesen beinhaltet fünf Aufgaben im geschlossenen Format. Hier werden während einer Dauer von 45 Minuten insgesamt 25 Items abgefragt.
Überprüft wird globales und selektives Verstehen (semi)-authentischer Texte unterschiedlicher Länge. Das bedeutet je nach Textsorte: Orientierung im Text und Entnahme von Informationen oder Anweisungen, sowie detailliertes Verstehen von z. B. Mitteilungen. Jeder Test besteht aus unterschiedlichen Textsorten, damit verschiedene Teilfertigkeiten überprüft werden. Für diese Aufgaben stehen folgende Textsorten zur Verfügung:
- Aufgabe 1: Verzeichnisse, z. B. Kaufhaustafeln
- Aufgabe 2: mehrere Kurztexte, z. B. Kleinanzeigen
- Aufgabe 3: Detailliertes Verstehen von Mitteilungen oder Briefen
- Aufgabe 4: längerer Text, z. B. Beipackzettel
- Aufgabe 5: Ergänzen einzelner Wörter in einem Brief (dieser Teil enthält Elemente von Schreibkompetenz)

### Schreiben
Der Subtest Schreiben ist im offenen Format gehalten. Die Kandidaten haben für seine Bewältigung 30 Minuten Zeit.
Ziel des Tests ist die Überprüfung, ob die Kandidaten in der Lage sind, relativ einfache Korrespondenzen auf Deutsch zu führen
Die Schüler sollen eine Mitteilung anhand von vier vorgegebenen Leitpunkten verfassen, z. B. eine Entschuldigung für das Fehlen im Sprachkurs o. ä.

### Sprechen
Der Subtest Sprechen wird in der Regel als Paartest durchgeführt. Die Prüfung der einzelnen Kandidaten dauert insgesamt etwa 15 bis 16 Minuten und beinhaltet drei Aufgaben mit insgesamt fünf Teilaufgaben.
Der Test weist nach, ob die Kandidaten in Alltagssituationen sprachlich handeln können, sowohl im monologischen Sprechen als auch in der Interaktion
- Aufgabe 1: Vorstellung der Person und Reaktion auf Fragen des Prüfers (Präsentation)
- Aufgabe 2: Als Grundlage wird ein Text- oder Bildimpuls gegeben. Der Prüfling muss die dargestellte Situation beschreiben und zum Beispiel ein dargestelltes Problem lösen
- Aufgabe 3: Planung oder Aushandlung in dialogischer Interaktion von jeweils zwei Kandidaten (Diskussion)

## Interkulturelle Aspekte des Deutsch-Tests für Zuwanderer
Bei den Migranten in Deutschland handelt es sich in mehrfacher Hinsicht um eine heterogene Gruppe, in erster Linie in Bezug auf ihre nationale Herkunft.
Im Deutsch-Test für Zuwanderer wird versucht, dieser Situation Rechnung zu tragen. „Die Unterschiedlichkeit der Herkunftsländer wird bei der Testkonstruktion insofern berücksichtigt, als ein eigener Begutachtungsschritt sicherstellt, dass Teilnehmende aus bestimmten Herkunftsländern durch die Wahl der Themen und Inhalte nicht bevorzugt oder benachteiligt werden. Auch sind insbesondere die produktiven Aufgaben offen genug, um als Sprech- oder Schreibanlass für vielfältige Erfahrungen zu fungieren“.
Auf diese Weise wird die Sprachprüfung mit dem Aspekt des interkulturellen Lernens verknüpft.
So werden im Test beispielsweise Themen, die kulturelle Unterschiede aufweisen, als Gesprächsanlass genommen. Beispielsweise kann im mündlichen Prüfungsteil eine Fotografie einer deutschen Hochzeitsfeier vom Prüfungskandidaten beschrieben werden und anschließend mit einer typischen Hochzeitsfeier im Heimatland verglichen werden.
Des Weiteren wird im Test im Kontext kultureller Unterschiede auch der Aspekt der „handlungsfeldübergreifenden Kommunikationsbereiche“ aufgegriffen. Hier werden handlungsfeldübergreifende Themengebiete, die sich interkulturell unterscheiden, behandelt. So zum Beispiel die Gestaltung sozialer Kontakte, die Realisierung von Meinungen und Gefühlen und Ähnliches.

## Diskussion
Im europäischen Vergleich lässt sich nach einer ländervergleichenden Studie der ALTE (Association of Language Testers in Europe) feststellen, dass von neunzehn europäischen Ländern elf einen Test als Bedingung zur Erreichung einer Niederlassungserlaubnis fordern, wobei sich die geforderten Sprachniveaus und die zu deren Erreichung veranschlagten Stundenzahlen erheblich voneinander unterscheiden. In sieben Ländern müssen die Migranten einen Vertrag eingehen oder sich zu einem Sprachkurs verpflichten, und in acht Ländern werden keine sprachlichen Bedingungen gestellt.
Der Festlegung auf die Niveaustufe B1 als Prüfungsziel ging eine lange Diskussion voraus. Es muss zu bedenken gegeben werden, dass der Erwerb einer Zweitsprache im Kontext von Migration große Differenzen aufzeigt im Vergleich zum Fremdspracherwerb in Bildungszusammenhängen. Daher können die niveaugebundenen Prüfungsergebnisse keine verlässlichen Aussagen über die tatsächlich vorhandenen funktionalen Sprachkenntnisse geben. Für die Kursabsolventen hängen vom Ergebnis die Zugangsmöglichkeiten zu verschiedenen Ausbildungen in Deutschland ab. Durch die höhere Gewichtung des sprachlichen Prüfungsteils wird versucht, dieser Problematik entgegenzuwirken.

## Geschichte

### Entwicklung des Deutsch-Tests für Zuwanderer
Die Entwicklung des Deutsch-Tests für Zuwanderer fand während der Jahre 2006 bis 2009 statt. So vergab im Jahr 2006 das Bundesministerium des Innern den Auftrag, ein Rahmencurriculum für Integrationskurse zu erstellen und eine entsprechende Sprachprüfung zu entwickeln. Die Aufgaben lauteten:
„Entwicklung eines Rahmencurriculums, das maximal mögliche Lernziele und -inhalte für die Integrationskurse vorgibt und als Grundlage zur Erstellung von Kursmodellen und Stoffverteilungsplänen dient.“
Und:
„Entwicklung einer skalierten Sprachprüfung für Zuwanderer zur Feststellung von fertigkeitsbezogenen Sprachkompetenzen auf den Stufen A2 und B1 des Gemeinsamen Europäischen Referenzrahmens.“
Der Begriff „skaliert“ bezieht sich hier auf ein Testformat, mit dem eine Einteilung der Kandidaten auf eine Niveaustufenskala (hier die Niveaustufen des GER) möglich ist.
Für die Sprachprüfung wurden als entwickelnde Institutionen das Goethe-Institut und die telc gGmbH (The European Language Certificates), ein Tochterunternehmen des deutschen Volkshochschulverbandes, vom Bundesministerium des Innern beauftragt. In den Jahren 2006 bis 2009 entwickelten sie gemeinsam das Testkonstrukt.
Der erste Modelltest sowie Prüfungsaufgaben zu den ersten zehn Prüfungssätzen wurden im Jahr 2007 veröffentlicht. Diese wurden anschließend zwischen 2008 und 2009 auf ihre Zielgruppeneignung und ihre Treffsicherheit zu den angestrebten Niveaustufen A2/B1 überprüft. Die hierfür verwendeten Methoden Benchmarking und Standard-Setting sind im „Manual for Relating Examinations to the Common European Framework of Reference for Language“ (Handbuch der Sprachprüfungen des Gemeinsamen Europäischen Referenzrahmens) erläutert. Dabei handelt es sich um ein zweistufiges Verfahren, in dessen qualitativem Anteil Expertenurteile und in dessen quantitativem Anteil statistische Analysen Auskünfte darüber geben, inwieweit sowohl die einzelnen Items als auch die einzelnen Aufgaben und der Test als Ganzes für die Zielgruppe geeignet sind und wie differenziert die angestrebten Niveaustufen geprüft werden.
Darauf folgte eine bundesweite Erprobung der Testentwürfe bei 77 akkreditierten Institutionen. Die Ergebnisse wurden einer statistischen Auswertung unterzogen, bei der die Güte sowohl der einzelnen Aufgaben als auch der Aufgabenzusammensetzung analysiert wurde. Diejenigen Aufgaben, die sich bezüglich Schwierigkeit, Reliabilität oder Trennschärfe als ungünstig erwiesen, wurden modifiziert oder entfernt. Zur Sicherung eines hohen Qualitätsstandards des Deutsch-Tests für Zuwanderer wurden bei der Erstellung die Mindeststandards der Association of Language Testers in Europe (ALTE) herangezogen.
Die häufige Anwendung des Tests macht eine ständige Erweiterung der zur Verfügung stehenden Fragen notwendig. Jede einzelne der neu erstellten Prüfungsaufgaben muss die Erprobungen erfolgreich durchlaufen, bevor sie in eine sogenannte Itembank gestellt wird. Aus den Beständen dieser Bank stellen die Testautoren dann standardisierte Prüfungssätze für Echtprüfungen zusammen, die sich an folgenden Auswahlkriterien orientieren: Handlungsfeld gemäß Rahmencurriculum, Sprachniveau, Fertigkeit, Zielgruppe, Wortzahl der Texte, sowie statistische Werte. Durch die strenge Orientierung an diesen Auswahlkriterien ist es gewährleistet, dass jede Version des DTZ qualitativ mit jeder anderen vergleichbar ist. Die Prüfung wird also zentral entwickelt und dezentral bei akkreditierten Trägern durchgeführt. Die Autorisierung der prüfenden Institutionen erfolgt durch das Bundesamt für Migration und Flüchtlinge (BAMF).

### Chronologie
- 2006 Bundesministerium des Innern beauftragt das Goethe-Institut mit der Erarbeitung eines Rahmencurriculums für Integrationskurse, sowie das Goethe-Institut und die telc-GmbH mit der Erstellung einer sprachlichen Abschlussprüfung
- 2005–2007 Erarbeitung des Rahmencurriculums
- 2007 Vorstellung des Rahmencurriculums
- 2006–2009 Entwicklung des Testkonstrukts
- 2007 Veröffentlichung des ersten Modelltests
- 2009 Ablösung des Tests „Zertifikat Deutsch“ durch den Deutsch-Test für Zuwanderer[12]